# 申比爾山
46°00′50″N 7°37′52″E / 46.013855°N 7.631075°E

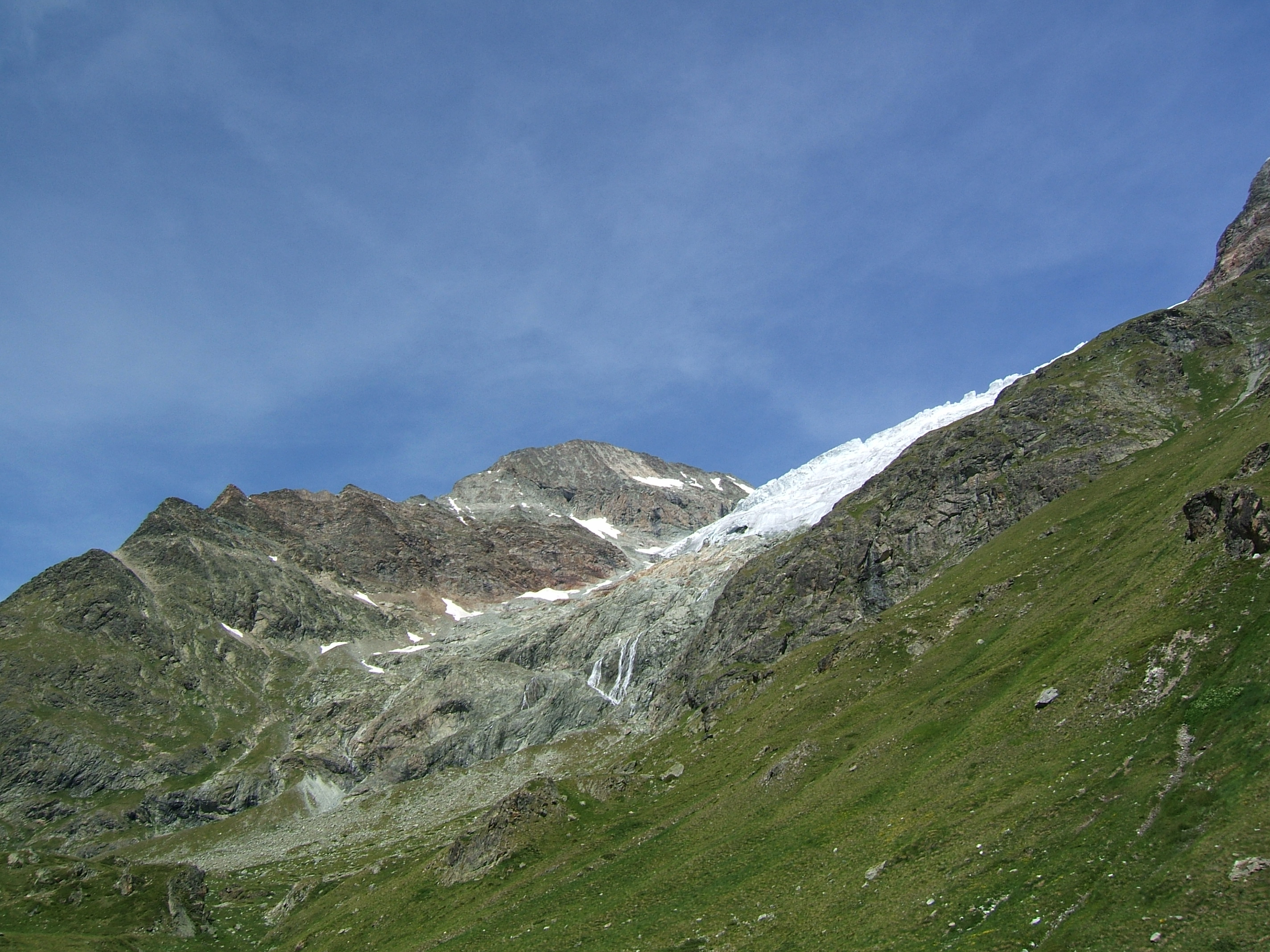

申比爾山（Schönbielhorn），是瑞士的山峰，位於該國西南部，由瓦萊州負責管轄，屬於本寧阿爾卑斯山脈的一部分，處於白牙峰東南面，海拔高度3,472米。